# تسابلتیتس
تسابلتیتس (به آلمانی: Zabeltitz) یک منطقهٔ مسکونی در آلمان است که در گرشنهاین واقع شده‌است. تسابلتیتس ۲٬۸۹۹ نفر جمعیت دارد.